# Незалежність (теорія ймовірностей)
У теорії ймовірностей дві випадкові події називаються незалежними, якщо настання однієї з них не змінює імовірність настання іншої. Аналогічно, дві випадкові величини називають незалежними якщо значення однієї з них не впливає на розподіл значень іншої.

## Незалежні події[2]
Вважатимемо, що дано фіксований ймовірнісний простір {\displaystyle (\Omega ,{\mathcal {F}},\mathbb {P} )}.
Означення 1. Дві події {\displaystyle A,B\in {\mathcal {F}}} називають незалежними, якщо
{\displaystyle \mathbb {P} (A\cap B)=\mathbb {P} (A)\cdot \mathbb {P} (B)}.
Зауваження 1. В тому випадку, якщо ймовірність однієї події, скажімо {\displaystyle B}, ненульова, тобто {\displaystyle \mathbb {P} (B)>0}, визначення незалежності еквівалентне:
{\displaystyle \mathbb {P} (A\mid B)=\mathbb {P} (A)},
тобто умовна ймовірність події {\displaystyle ~A} за умови {\displaystyle ~B} дорівнює безумовній імовірності події {\displaystyle ~A}.
Означення 2. Нехай є сімейство (скінченне або нескінченне) випадкових подій {\displaystyle \{A_{i}\}_{i\in I}\subset {\mathcal {F}}}, де {\displaystyle ~I} — довільна індексна множина. Тоді ці події є попарно незалежними, якщо будь-які дві події з цього сімейства незалежні, тобто
{\displaystyle \mathbb {P} (A_{i}\cap A_{j})=\mathbb {P} (A_{i})\cdot \mathbb {P} (A_{j}),\;\forall i\not =j}.
Означення 3. Нехай є сімейство (скінчене або нескінчене) випадкових подій {\displaystyle \{A_{i}\}_{i\in I}\subset {\mathcal {F}}}. Тоді ці події сукупно незалежні, якщо для будь-якого кінцевого набору цих подій {\displaystyle \{A_{i_{k}}\}_{k=1}^{N}} вірно:
{\displaystyle \mathbb {P} (A_{i_{1}}\cap \ldots \cap A_{i_{n}})=\mathbb {P} (A_{i_{1}})\ldots \mathbb {P} (A_{i_{n}})}.
Приклад 1. Монета кидається двічі. Ймовірність появи герба в першому випробуванні не залежить від появи чи відсутності герба в другому випробуванні. В свою чергу, ймовірність того, що герб випаде в другому випробуванні не залежить від результатів першого випробування. Отже, події А — «поява герба в першому випробуванні» і В — «поява герба в другому випробуванні» — незалежні.
Приклад 2. В урні 5 білих і 4 чорних кульки. Із неї навмання беруть кульку. Ймовірність появи білої кульки (подія А) дорівнює {\displaystyle {\frac {5}{9}}}. Взяту кульку повертають в урну і продовжують випробування. Ймовірність появи білої кульки при другому випробуванні (подія В), також дорівнює {\displaystyle {\frac {5}{9}}}. В свою чергу, ймовірність витягти білу кульку при першому випробуванні, не залежить від другого випробування. Отже, події А і В — незалежні.
Приклад 3. Хай кинуто три урівноважені монети. Визначимо події таким чином:
- {\displaystyle ~A_{1}}: монети 1 і 2 впали однією і тією ж стороною;
- {\displaystyle ~A_{2}}: монети 2 і 3 впали однією і тією ж стороною;
- {\displaystyle ~A_{3}}: монети 1 і 3 впали однією і тією ж стороною;

залежні, бо знаючи, наприклад, що події {\displaystyle ~A_{1},A_{2}} сталися, ми знаємо точно, що {\displaystyle ~A_{3}} також сталося.
Те що три і більше події попарно незалежні, не означає, що вони незалежні в сукупності. Дивіться приклад Бернштейна.

## Незалежні σ-алгебри
Означення 4. Нехай {\displaystyle {\mathcal {A}}_{1},{\mathcal {A}}_{2}\subset {\mathcal {F}}} дві сигма-алгебри на одному і тому ж ймовірнісному просторі. Вони називаються незалежними, якщо будь-які їх представники незалежні між собою, тобто:
{\displaystyle \mathbb {P} (A_{1}\cap A_{2})=\mathbb {P} (A_{1})\cdot \mathbb {P} (A_{2}),\;\forall A_{1}\in {\mathcal {A}}_{1},\,A_{2}\in {\mathcal {A}}_{2}}.
Якщо замість двох є ціле сімейство (можливо нескінчене) сигма-алгебр, то для нього визначається попарна і спільна незалежність очевидним чином.

## Спадкова незалежність
Теорема про спадковість незалежності випадкових величин. Якщо {\displaystyle \xi } та {\displaystyle \eta } - незалежні випадкові величини, а {\displaystyle f(\cdot ),g(\cdot )} - незалежні, невипадкові функції, які визначені на області можливих значень {\displaystyle \xi } та {\displaystyle \eta } відповідно, то {\displaystyle f(\xi )} та {\displaystyle g(\eta )} - незалежні випадкові величини.
- Нехай {\displaystyle \mathbb {P} ^{X,y}} - розподіл випадкового вектора {\displaystyle (X,y)}, {\displaystyle \mathbb {P} ^{X}} - розподіл {\displaystyle X} і {\displaystyle \mathbb {P} ^{Y}} - розподіл {\displaystyle Y}. Тоді {\displaystyle X,Y} незалежними тоді і лише тоді, коли

{\displaystyle \mathbb {P} ^{X,y}=\mathbb {P} ^{X}\otimes \mathbb {P} ^{Y}},
де {\displaystyle \otimes } позначає (прямий) добуток мір;
- Нехай {\displaystyle F_{X,y},F_{x},F_{y}} - кумулятивні функції розподілу {\displaystyle (X,y),X,Y} відповідно. Тоді {\displaystyle X,Y} незалежні тоді і лише тоді, коли

{\displaystyle F_{X,y}(x,y)=F_{x}(x)\cdot F_{y}(y)};
- Нехай випадкові величини {\displaystyle X,Y} дискретні. Тоді вони незалежні тоді і лише тоді, коли

{\displaystyle \mathbb {P} (X=i,Y=j)=\mathbb {P} (X=i)\cdot \mathbb {P} (Y=j)}.
- Нехай випадкові величини {\displaystyle X,Y} спільно абсолютно безперервні тобто їх спільний розподіл має щільність {\displaystyle f_{X,Y}(x,y)}. Тоді вони незалежні тоді і лише тоді, коли

{\displaystyle f_{X,Y}(x,y)=f_{X}(x)\cdot f_{Y}(y),\;\forall (x,y)\in \mathbb {R} ^{2}},
де {\displaystyle f_{X}(x),f_{Y}(y)} - щільність випадкових величин {\displaystyle X} і {\displaystyle Y} відповідно.